# Kassímov
Kassímov (en rus Касимов, transliterat Kasimov, i en tàtar Касыйм, transliterat Qasim) és una ciutat de Rússia situada a la ribera dreta del riu Oka. Administrativament forma part de l'oblast de Riazan, centre neuràlgic del raion de Kassímov. Històricament, se la coneix com a Xankirmän, Gorodets Meschorsky o Novy Nizovoy.

## Història
La primera població d'aquesta àrea va ser la tribu fino-úgrica anomenada meschiora, més endavant assimilada per russos i tàrtars.
La ciutat va ser fundada l'any 1152 per Yury Dolgoruky del principat de Vladímir-Suzdal amb el nom de Grodets, després canviat a Gorodets Meschyorskiy (Городец Мещёрский en rus). Fou seu d'un principat entre 1326 i 1392 (governat per Husein de Naruchad, Beklemish Useinovich, Demetri Beklemishevich, i Jordi Dmitriyevich) quan va passar a Moscou.
L'any 1376 la ciutat va ser destruïda per invasors tàrtars i mongols, però va ser reconstruïda ràpidament amb el nom de Novy Nizovoy (Новый Низовой en rus). Després de la batalla de Suzdal l'any 1445, on el gran duc Vasili II va ser fet presoner. Les terres dels meschiora foren donades a Ulugh Muhammad Khan, kan de Kazan, com a intercanvi per la vida del duc.
Altres fonts afirmen que Qasim i el seu germà Yosif van fugir de Kazan tan bon punt van perdre la pugna al tron amb el seu germà Maxmud (Mäxmüd) el 1446 i l'any 1452, el gran duc Vasili II va lliurar la ciutat a Qasim Khan, príncep de Kazan, qui es va aliar amb els russos.
A partir de 1471, la ciutat va ser coneguda com a Ciutat Qasim i va romandre com a capital del kanat de Kassímov fins a 1681 quan aquest kanat va ser novament annexat a Rússia. Un grup de tàrtars s'hi va restablir al segle xv i són coneguts com els tàrtars de Qasim, parlen un dialecte barreja del mishar i el tàtar mitjà de l'idioma tàrtar.
Al segle xii la ciutat va ser separada en tres parts per les autoritats russes:
- Ciutat Antiga (Старый Посад en rus, İske Bistä en tàtar) i la Ciutat Tàtara (Татарская слобода en rus, Tatar Bistäse en tàtar) governada pel Kanat de Kassímov i la noblesa tàrtara.

- Ciutat Yamskoy (Ямская слобода en rus) on habitaven serfs russos, governada per Moscou.

- Ciutat Marfin (Марфина слобода en rus, Marfin Bistäse en tàtar) – regida pel governador rus de Kassímov.

## Estadístiques
Població:
- 1910: 17000 hab.
- 2000 (aprox.): 38000 hab.
- 2002: 35816 hab.

Tàtaro-parlants:
- 1910: 1000-2000 hab.
- 2000: 500 hab.

## Llocs d'interès
Edificis històrics:
- Mesquita de Pedra (1467)
- Mausoleu de Shahgali (Şahğäli) Khan (1555)
- Mausoleu de Afghan Moxammad (Äfğan Möxämmäd) Khan (1658)
- Esglésies ortodoxes russes:

- Església de l'Epifania (Богоявленская церковь) segle xvii.
- Església de Sant Nicolau (Никольская церковь) segle xvii.
- Església de la Trinitat (Троицкая церковь) segle xvii.
- Catedral de l'Ascensió (Вознесенский собор) segle xix.